# Night Wolf
Night Wolf (Brasil: 13 Horas  é um filme do Reino Unido do gênero terror  lançado em 2010.

## Sinopse
Durante a lua cheia uma tempestade cobre o céu numa vila rural, devido a mesma, Sarah Tyler fica presa em casa com seus familiares, distantes do mundo exterior. Algo sombrio sai da chuva e pode acabar  com toda a família durante a noite. 

## Elenco
| Ator                | Papel         |
| ------------------- | ------------- |
| Isabella Calthorpe  | Sarah Tyler   |
| Tom Felton          | Gary          |
| Gemma Atkinson      | Emily         |
| Joshua Bowman       | Doug Walker   |
| Gabriel Thomson     | Charlie Moore |
| Peter Gadiot        | Stephen Moore |
| Antony De Liseo     | Luke Moore    |
| Sue Scadding        | Srta. Moore   |
| John Lynch          | McRae         |
| Cornelius Clarke    | May           |
| Simon MacCorkindale | Duncan        |